# Den blodbestänkta väven
Den blodbestänkta väven (Weaveworld) är den första boken där Clive Barker lämnar den rena skräcklitteraturen och blickar mer mot fantasygenren.

## Handling
Boken utspelar sig till stora delar i Liverpool där Calhoun Money finner en matta utanför ett dödsbo när han letar efter en av sin fars bortflugna duvor. Cal klättrar på en mur efter fågeln då han faller mot mattan och ser paradiset i den. Cal förlorar efter detta mattan när han återvänder hem till sin far för att berätta att fågeln är försvunnen. Men Cal kan inte släppa tanken på paradiset i mattan och börjar leta efter den, då stöter han på Shadwell; en korrumperad försäljare med ambitioner att finna mattan för att sälja den. Till sin hjälp har Shadwell häxan Imacolata och vålnaderna av dennes två tvillingsystrar som hon mördade i livmodern. Imacolatas ambitioner är att förstöra mattan för i den är ett folk och dess värld invävd för att skydda den mot människornas destruktivitet. Folket som vilar i mattan är de sista av siarfolket som även Imacolata tillhör men efter att ha blivit bortstött så vill hon nu hämnas på sitt folk genom att utrota dem. Den tredje som letar efter mattan är Suzanna som är barnbarn till Mimi Lacshenski, mattans sista väktare som nyligen avlidit på sjukhus. Cal och Suzanna som ovetande känner ett ansvar för mattan tar tillsammans upp jakten på mattan. Cal och Suzanna hittar snart mattan i ett gammalt lager men kort efter dem så anländer Shadwell och Imacolata. En kort strid uppstår och den förlorar mattan till Imacolata men i striden lyckas Cal riva av en liten bit av ett hörn av mattan: Under natten som följer ovävs den lilla biten matta som Cal fick med sig och den visar sig innehålla sex av siarättlingarna som allierar sig med Cal och Suzanna i jakten på mattan. Det hela blir till en episk jakt som sträcker sig över hela England och Skottland samt över 660 sidor.

## Religiösa aspekter
Romanen innehåller flertalets religiösa avspeglingar, speciellt när det kommer till karaktärernas namn.  
- Imacolatas namn bär en avspegling till jungfru Marias epitet, hon är även klädd i hennes dygder att förbli oskuld. I boken kallas hon även för den svarta madonnan.
- Vålnaden av Imacolatas ena systrar heter Magdalenan vilket härleder till Maria Magdalena.

## Kuriosa
I Den blodbestänkta väven möter vi för första gången Clive Barkers infernovarelser cenobiter från filmen Hellraiser fast här under namnet rucklare. Varelsen beskrivs som en människa som blivit kirurgiskt förändrad för att vara mer skrämmande. På Rucklaren i boken man tagit ut alla skelett dela vilket genom honom en nästan flytande form.